# Скотт (приток Кламата)
Скотт (англ. Scott River) — река в округе Сискию, на севере штата Калифорния, США. Приток реки Кламат. Длина — 97 км. Площадь бассейна — 1700 км². Высота устья — 445 м над уровнем моря.
Изначально, охотники и торговцы пушниной называли реку «Бивер» из-за обилия в этих места бобров до того как они были почти полностью истреблены Компанией Гудзонова залива в начале XIX века. В 1850 году, во время Калифорнийской золотой лихорадки, золотоискатель по имени Джон Скотт нашёл золото в нижнем течении реки. Эти привлекло в этот район большое количество старателей; открытие Скотта дало название местной долине, а по ней была названа и река.